# Nawal Meniker
Nawal Meniker (* 9. Dezember 1997 in Perpignan) ist eine französische Leichtathletin, die sich auf den Hochsprung spezialisiert hat.

## Sportliche Laufbahn
Erste internationale Erfahrungen sammelte Nawal Meniker im Jahr 2013, als sie bei den Jugendweltmeisterschaften in Donezk mit übersprungenen 1,75 m den achten Platz belegte. Im Jahr darauf nahm sie an den Olympischen Jugendspielen in Nanjing teil und gewann dort mit 1,87 m die Silbermedaille. 2015 gewann sie bei den Junioreneuropameisterschaften in Eskilstuna mit 1,86 m die Silbermedaille und im Jahr darauf gewann sie bei den U23-Mittelmeer-Meisterschaften in Tunis mit 1,85 m die Bronzemedaille hinter den Italienerinnen Desirée Rossit und Erika Furlani. Anschließend belegte sie bei den U20-Weltmeisterschaften in Bydgoszcz mit 1,83 m den achten Platz. Nach mehreren weniger erfolgreichen Jahren siegte sie 2023 bei der 1. Liga der Team-Europameisterschaft im Zuge der Europaspiele in Chorzów mit 1,92 m und sicherte sich damit ligenübergreifend die Bronzemedaille hinter der Ukrainerin Jaroslawa Mahutschich und Daniela Stanciu aus Rumänien. Im August belegte sie bei den Weltmeisterschaften in Budapest mit 1,90 m im Finale den zwölften Platz. Im Jahr darauf wurde sie bei den Europameisterschaften in Rom mit 1,90 m Sechste. Anschließend gelangte sie bei den Olympischen Sommerspielen in Paris mit 1,86 m im Finale auf den elten Platz.
2024 wurde Meniker französische Meisterin im Hochsprung im Freien sowie 2014 und 2015 in der Halle.